# 1884 w sztukach plastycznych
Wydarzenia w sztukach plastycznych i wizualnych w 1884 roku.

## Malarstwo
- Edgar Degas

Dwie praczki
Prasowaczki
Toaleta
- James Ensor

Dachy Ostendy
- Julian Fałat

Dziewczyna w kwiecistej chuście – akwarela na papierze, 18,2x11,5 cm
Zbieranie chmielu – akwarela na papierze, 23,5x37,5 cm
- Vincent van Gogh

Tkacz przy krosnach (maj, Neunen) – olej na płótnie, 70x85 cm
- Henryk Siemiradzki

Krajobraz ze sztafażem – olej na desce, 23×38 cm, w zbiorach Muzeum Narodowego w Krakowie
- Georges Seurat

Kąpiel w Asnieres
- James McNeill Whistler

Pomarańczowa tonacja
Kaprys w purpurze i złocie
- Leon Wyczółkowski

Ujrzałem raz – olej na płótnie, 73x57 cm
Portret dziewczynki w niebieskiej sukni – olej na płótnie, 125x64 cm

## Rysunek
- Vincent van Gogh

Tkacz przy krosnach (luty–marzec, Neunen) – piórko i tusz, 26x21 cm

## Urodzeni
- 12 lutego – Max Beckmann (zm. 1950)– niemiecki malarz, rysownik i pisarz
- 14 marca – Janina Bobińska-Paszkowska, (zm. 1973), polska malarka
- 9 września – Teodor Grott (zm. 1971), polski malarz
- 2 października – Michał Rekucki (zm. 1972), polski malarz i rysownik

## Zmarli
- 19 czerwca - Adrian Ludwig Richter (ur. 1803), niemiecki malarz i filozof
- Stanisław Chlebowski (ur. 1835), polski malarz